# Heykel Megannem
Heykel Megannem (arabe : هيكل مقنم), né le 28 février 1977 à Moknine, est un handballeur tunisien évoluant au poste de demi-centre entre 1995 et 2015.
Considéré comme l'un des meilleurs handballeurs tunisiens de l'histoire, il est notamment quadruple champion d'Afrique, a participé à neuf championnats du monde et a été désigné porte-drapeau de la Tunisie aux Jeux olympiques d'été de 2012.

## Carrière
Après avoir été formé au Sporting Club de Moknine, il prend la direction en 1995 d’un autre club tunisien, l'Espérance sportive de Tunis. Après sept saisons dans le club de la capitale, il rejoint la France en 2002 et le SC Sélestat, où il évolue pendant trois saisons. Puis, en 2005, il signe avec l'USAM Nîmes où il est élu en 2006 comme meilleur joueur et meilleur demi-centre du championnat de France, figurant ainsi dans l'équipe type du championnat pour la deuxième année consécutive. Il passe ensuite deux saisons au Montpellier AHB entre 2007 et 2009 puis près de quatre à Saint-Raphaël, qu'il quitte en mars 2013 pour rejoindre le Lekhwiya Sports Club puis le El Jaish SC, tous deux au Qatar.
Sélectionné en équipe nationale de Tunisie à 272 reprises entre 1998 et 2012, il est notamment quadruple champion d'Afrique.
Megannem est désigné porte-drapeau de la Tunisie pour la cérémonie d'ouverture des Jeux olympiques de 2012.

## Palmarès

### Clubs

#### Compétitions nationales
- Vainqueur du championnat de Tunisie : 1995, 1997, 2002
- Vainqueur de la coupe de Tunisie : 1995, 2002
- Vainqueur de la Supercoupe de Tunisie : 2002
- Vainqueur du championnat de France : 2008, 2009
- Vainqueur de la coupe de France : 2008, 2009
- Vainqueur de la coupe de la Ligue française : 2008
  - Finaliste : 2010, 2012
- Vainqueur du championnat du Qatar : 2013

#### Compétitions internationales
- Finaliste du championnat arabe des clubs champions : 2001
- Médaille de bronze à la Ligue des champions d'Afrique : 2014
- Vainqueur de la Ligue des champions d'Asie : 2014

### Équipe nationale

#### Jeux olympiques
- 10e place aux Jeux olympiques de 2000 à Sydney ( Australie)
- Quart de finaliste aux Jeux olympiques de 2012 à Londres ( Royaume-Uni)

#### Championnats du monde
- 12e place au championnat du monde 1999 ( Égypte)
- 10e place au championnat du monde 2001 ( France)
- 14e place au championnat du monde 2003 ( Portugal)
- 4e place au championnat du monde 2005 ( Tunisie)
- 11e place au championnat du monde 2007 ( Allemagne)
- 17e place au championnat du monde 2009 ( Croatie)
- 20e place au championnat du monde 2011 ( Suède)
- 15e place au championnat du monde 2015 ( Qatar)

#### Championnats d'Afrique
- Médaille de bronze au championnat d'Afrique 2000 ( Algérie)
- Médaille d'or au championnat d'Afrique 2002 ( Maroc)
- Médaille d'argent au championnat d'Afrique 2004 ( Égypte)
- Médaille d'or au championnat d'Afrique 2006 ( Tunisie)
- Médaille d'or au championnat d'Afrique 2010 ( Égypte)
- Médaille d'or au championnat d'Afrique 2012 ( Maroc)

#### Coupe du monde des nations
- Médaillé d'argent à la coupe du monde 2006 ( Suède)

#### Autres
- Médaillé d'argent aux Jeux méditerranéens de 2001 ( Tunisie)
- Médaillé de bronze aux Jeux méditerranéens de 2005 ( Espagne)

### Distinctions personnelles
- Meilleur joueur du championnat de France : 2005-2006[3]
- Meilleur demi-centre du championnat de France : 2004-2005[6], 2005-2006[3]
- Meilleur demi-centre du championnat d'Afrique 2012[7]